# Megaselia sicaria
Megaselia sicaria är en tvåvingeart som först beskrevs av Colyer 1962.  Megaselia sicaria ingår i släktet Megaselia och familjen puckelflugor. Arten är reproducerande i Sverige. Inga underarter finns listade i Catalogue of Life.